# Paulinus van Périgueux
Paulinus van Périgueux (ook Paulinus van Petricordia) was een geestelijke die in de 5e eeuw in Gallië leefde. Hij schreef een biografie over de heilige  Martinus van Tours (Vita Martini), die deels gestoeld is op het werk van Sulpicius Severus. Zijn geschrift is naar alle waarschijnlijkheid tot stand gekomen in de periode tussen 459 en 470  . Het werk is opgedragen aan Perpetuus, een bisschop van Tours. Paulus werk werd later gebruikt door Gregorius van Tours in diens Gloria Martyrym en andere hagiografen. 

## literatuur
- Sylvie Labarre, Paulin de Périgueux, Vie de Saint Martin I-III. Bronnen Chrétiennes 581 (Parijs 2016). Latijn met Franse Vertaling.

## Opmerkingen
1. ↑  Labarre S. 17.

- Biblioteca Nacional de España: XX1741850
- Bibliothèque nationale de France: cb12521299d (data)
- Gemeinsame Normdatei: 119453401
- International Standard Name Identifier: 0000 0003 9090 1330
- Library of Congress Control Number: nr96043714
- Nationale Bibliotheek van Israël: 987007601243905171
- Nationale Bibliotheek van Polen: a0000002728218
- Nederlandse Thesaurus van Auteursnamen: 14985806X
- LIBRIS: 396773
- Système universitaire de documentation: 132282755
- Virtual International Authority File: 73756775